# 굿Time
《굿Time》는 대한민국의 만화가 김은정이 그린 만화이다. 1999년 5월 1일부터 단행본이 발간되었으며, 대원씨아이가 출판하고 있다. 2001년 3월 1일 4권을 마지막으로 연재가 중단되었다.

## 제목에 대하여
만화 '굿Time'은 굿(무속신앙의 굿)+Time(시간) 을 합쳐 만든 제목이다.
일종의 언어유희라고 볼 수 있다. Good Time 이 아니다. 굳이 영어로 표기하자면 'Gut Time'이다.

## 내용
과격한 성격의 14살 박수무당 윤제와 그보단 냉철한 그의 형 현제가 펼치는 코믹 퇴마물이다. 여기에 귀엽지만 뭔가 비밀스런 귀신 "연아"가 한을 풀기 위해 윤제를 찾아오면서 본격적인 퇴마사업을 펼친다. 무표정으로 있다 결정적일 때 던지는 그녀의 한마디는 <굿타임>의 놓칠 수 없는 재미포인트이다. 어느 날 연아의 라이벌인 마리가 윤제를 공격하게 된다. 너무 막강한 마리의 힘에 윤제는 천수보살의 후예임에도 불구하고 부적을 쓰지 못 해 밀리고, 도와 주러온 현제 마저 위기에 처하는데…. 그러나 연아의 공포 "울음" 한방에 사건은 일단락 된다. 그것이 마리가 가장 무서워하는 것이었으니. 여기에 독사 주둥아리 "최진향", 여자가 못되어 환장한 게이귀신 "김경식", 윤태의 밥그릇을 위협하는 밥벌레 귀신 "천지"등 귀엽고 코믹한 귀신이 황당 재미를 더하고 있다. 한사람도 정상적이지 못한 귀신가족들의 난리 부르스. 그들이 전해주는 무차별 폭소공격을 즐길 수 있다.

## 주요 등장인물

### 신윤제
- 성별:남
- 나이:14
- 직업:중학생

용한(?) 박수무당이다
비록 점도 잘 못보고, 굿도 어떻게 하는 지도 모르고, 부적 쓸 줄도 모르지만 무려 천수관음이 보살피고 계신 엄청난 무당이다. 본인은 무당이 싫지만, 형의 협박이나 어쩔 수 없는 운명에 이끌려 무당을 하고 있는 우리의 기운이 펄펄넘치는 단순무식 주인공소년이다.

### 신현제
- 성별:남
- 나이:20
- 직업:대학생

신현제는 신윤제의 형으로 천수관음의 비호만 없다면 윤제보다 뛰어난 무당임에 틀림없다.
하지만 여자친구 '한미애'양이 독실한 크리스천이라 그녀를 따라 목사님이 되겠다는 사랑에 눈 먼 인물이다.
왕년에는 잘나가는 깡패였었고, 자신이 가진 능력을 이용하여 경찰간부도 협박할 만큼 무서운 인물이지만,
의외로 여자의 애교에 약하고, 동생 윤제에겐 가차없는 폭력과 강압뿐이다.

### 연아
- 성별:여
- 종:귀신
- 나이:a+100

엄청난 포커페이스에 꼬맹이 그 자체지만 성격은 어딘가 삐뚤어진게 틀림없는 처녀귀신인 연아는 자신의 한을 풀어줄 사람을 찾으러 윤제에게 찾아오게 된다.
그러나 어째서인지 한이 풀렸음에도 윤제의 곁을 떠나지 않는 당돌함까지 있는 이 귀신은 먼 옛날 자신을 질투하는 처자의 손에 물에 빠져죽은 귀신이다.
자신이 쭉빵바디라고 믿고 있으며, 현실적이고, 역시 폭력적이다.

### 최진향
- 성별:여
- 나이:14
- 직업:중학생

'윤제의 운명의 상대'라는 여학생으로, 신기로 인해 불행한 가정살이를 했으며 현재 신윤제,신현제와 동거중이다.
투신자살을 시도했을 때 윤제가 구해줬으며, 윤제의 한마디로 헤어스타일을 바꾸는 걸로보아 윤제에게 호감이 있어보인다.
'독사 주둥아리'라는 별칭을 갖고 있으며 욕을 남발한다. 죽은 엄마의 영혼을 하늘로 못가게 잡아놓고, 독심술로 남의 마음을 읽을 수 있다.
- 당시에는 용어가 없어서 표현을 못했지만 현대의 동인계 용어로 표현하자면 츤데레성향이다.

## 단행본
- 굿Time 1권 (1999년 5월 1일)
- 굿Time 2권 (1999년 6월 1일)
- 굿Time 3권 (1999년 10월 1일) ISBN : 8984426091
- 굿Time 4권 (2000년 3월 1일) ISBN : 8952803108

## 수상
- 2002년 하반기 우리만화상-김은정